# Soil (album)
Soil è l'album in studio di debutto del cantante e cantautore americano Serpentwithfeet. È stato pubblicato l'8 giugno 2018 da Secretly Canadian e Tri Angle.

## Recensioni
Soil ha ricevuto ampi consensi da parte della critica. Su Metacritic, che assegna un punteggio normalizzato su 100 alle recensioni dei critici mainstream, l'album ha ricevuto un punteggio medio di 87, sulla base di 15 recensioni. Dmitry Teckel dei Clash ha descritto l'album come "magico" e lo ha definito "presenta l'amore come un grande rituale di gioia universale". Sasha Geffen di Pitchfork ha dichiarato: "Con la terra, serpentwithfeet si impegna profondamente con le complesse membrane tra sé e una persona amata, tra sé e il mondo. Pochi album tentano questa sfumatura nell'articolare l'amore; il successo di Wise nelle sue ambizioni sembra un dono". Heather Phares di AllMusic ha dato all'album quattro stelle su cinque, commentando che l'album "cattura un artista appassionato e complesso che emerge da solo." Katherine St. Asaph degli Spin ha dato all'album una recensione positiva, definendolo "pieno di sottigliezze: amore perduto, amore pianto, amore riproposto". Rispetto ai suoi lavori precedenti, Stephen Mayne di Under the Radar ha elogiato l'album per avere "ritmi più ricchi e densi e campioni sorprendenti", ha commentato che "sono racchiusi in tracce sensuali che descrivono in dettaglio amore e perdita".

## Tracce
1. Whisper – 4:21 (Josiah Wise Katie Gately)
2. Messy – 3:31
3. Wrong Tree – 3:43
4. Fragrant – 3:14
5. Mourning Song – 3:19
6. Cherubim – 3:38
7. Seedless – 3:29
8. Invoice – 4:01 (Wise Paul Epworth)
9. Waft – 2:48
10. Slow Syrup – 3:20
11. Bless Ur Heart – 4:23